# Karl-Heinz Brülle
Karl-Heinz Brülle (* 23. Oktober 1949 in Lippstadt) ist ein deutscher Politiker und ehemaliger nordrhein-westfälischer Landtagsabgeordneter der SPD.

## Leben und Beruf
Nach dem Besuch der Volksschule und des Gymnasiums mit dem Abschluss Abitur studierte er. Brülle legte die Staatsprüfungen für das Lehramt an Grund- und Hauptschulen und für das Lehramt an Sonderschulen ab und war anschließend an einer Sonderschule tätig.
Der SPD trat er 1969 bei. Er war in zahlreichen Gremien der Partei tätig, so z. B. als Ortsvereinsvorsitzender, Stadtverbandsvorsitzender, stellvertretender Unterbezirksvorsitzender und als Delegierter bei überregionalen Parteitagen – z. B. Bundesparteitag.

## Abgeordneter
Brülle war Mitglied des Kreistages des Kreises Soest von 1981 bis 1989. Vom 30. Mai 1985 bis zum 31. Mai 1995 war er Mitglied des Landtags des Landes Nordrhein-Westfalen. Er wurde jeweils im Wahlkreis 141 Soest II direkt gewählt.
Dem Stadtrat der Stadt Lippstadt gehört er seit 1989 an. Brülle ist noch bis zum Ende der Legislaturperiode 2020 gewählt. Er ist Mitglied im Bau-, Umwelt- und Verkehrsausschusses und dem Integrationsrat des Rates der Stadt Lippstadt.
Brülle ist langjähriges Mitglied des Aufsichtsrates der Wirtschaftsförderung Lippstadt GmbH (WFL).